# Otok Korčula - od uvale Poplat do Vrhovnjaka
Otok Korčula - od uvale Poplat do Vrhovnjaka este o arie protejată (sit de importanță comunitară — SCI) din Croația întinsă pe o suprafață de 1.903,2 ha, integral marine.

## Localizare
Centrul sitului Otok Korčula - od uvale Poplat do Vrhovnjaka este situat la coordonatele 42°54′58″N 16°43′08″E / 42.916°N 16.719°E.

## Înființare
Situl Otok Korčula - od uvale Poplat do Vrhovnjaka a fost declarat sit de importanță comunitară în iulie 2013 pentru a proteja un număr necunoscut de specii din flora spontană și fauna sălbatică aflate în arealul zonei.

## Biodiversitate
Situată în ecoregiunea marină mediteraneană, aria protejată conține 3 habitate naturale: Recifuri, Straturi cu Posidonia (Posidonion oceanicae), Peșteri marine scufundate complet sau parțial.
La baza desemnării sitului se află un număr nedeclarat de specii protejate.